# Immaculée Nahayo
Immaculée Nahayo, née en 1948, est une personnalité politique burundaise qui a notamment été présidente de l'Assemblée nationale de 2005 à 2007.

## Biographie
En 2007, elle est destituée de ce poste à la suite d'un « vote de défiance (de l'Assemblée nationale) pour "incompétence" dans l’exercice de ses fonctions ». Une minorité de députés, emmenés par Hussein Radjabu, l’ancien président du Conseil national pour la défense de la démocratie-Forces de défense de la démocratie, le parti au pouvoir, ont préféré quitter l’hémicycle pour ne pas cautionner cette destitution jugée «irrégulière». Pour les analystes politiques du pays, cette destitution est une revanche des dirigeants actuels de ce parti contre Hussein Radjabu.